# Южна, Мартин
Мартин Янезович Южна (словен. Martin Janeza Južna; 9 ноября 1919, Драгомля-Вас — 29 июня 1943, Радатовичи) — югославский словенский партизан, Народный герой Югославии. На фронте с 1941 года, с 1942 года член КПЮ. Был тяжело ранен в бою за Радатовичи, умер от ранений. Звание Народного героя Югославии получил посмертно 27 ноября 1953.